# 월터 윙필드

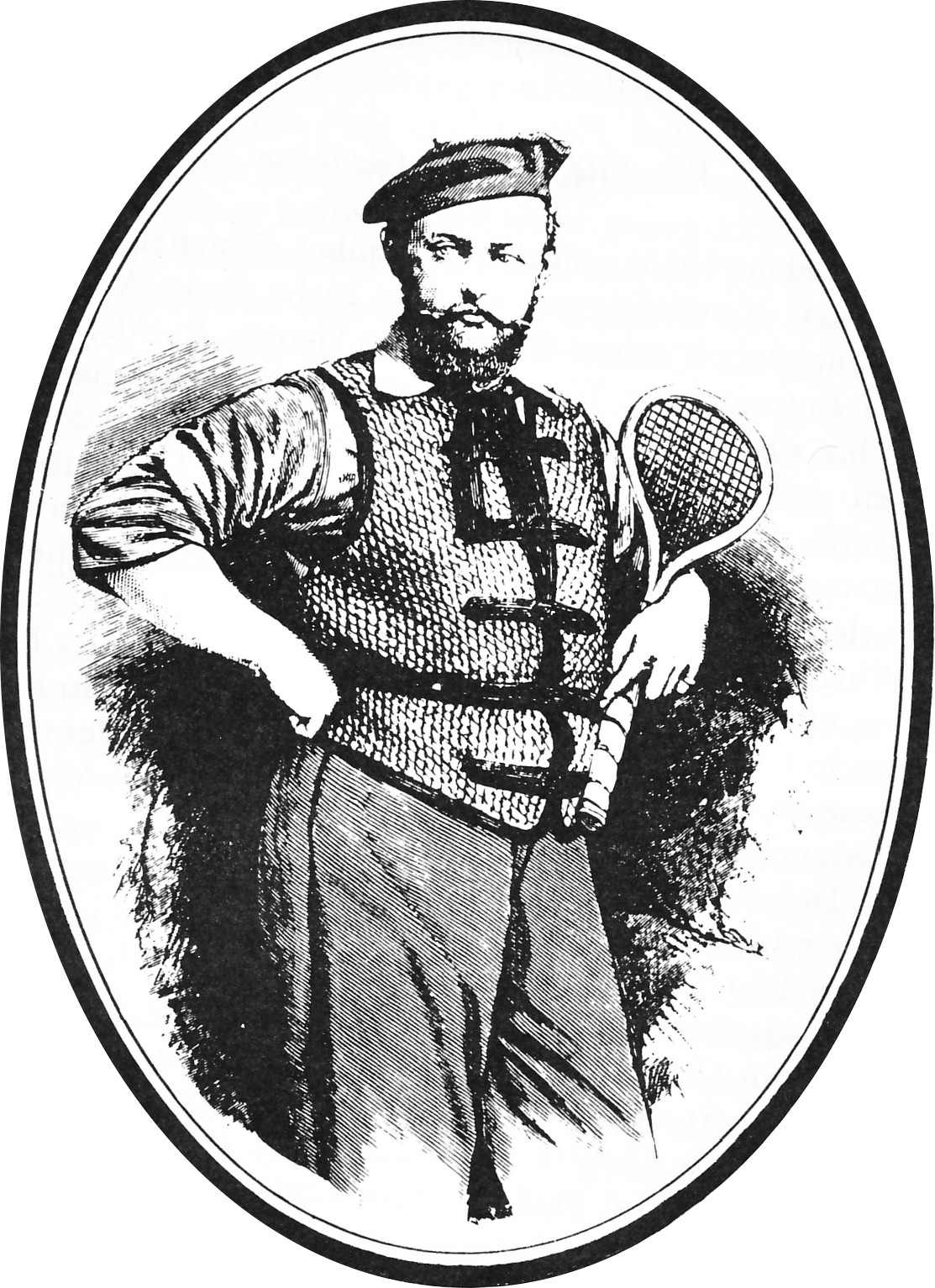

월터 윙필드(Walter Clopton Wingfield, LVO, 1833년 10월 16일 ~ 1912년 4월 18일)는 웨일스의 군인이다. 그가 1874년 고안해 낸 스페어리스티크(Sphairistikè, '공 놀이'라는 뜻의 그리스어)는 현대 테니스의 초기 형태인 론 테니스(Lawn tennis)의 시초가 되었다.

## 일생
윙필드는 로살 스쿨(Rossall School)에서 교육을 받았으며 1873년 그가 새로운 형태의 스포츠에 사용되는 네트를 발명했을 당시 웨일스 북부 흘라넬리단(Llanelidan)의 난트클루이드 홀(Nantclwyd Hall)에 거주하고 있었다. 그는 《The Book of the Game》 《The Major's Game of Lawn Tennis》 등 두 권의 테니스 관련 저서를 남겼다. 1997년 국제 테니스 명예의 전당에 헌액되었다.
영국 근위 용기병 연대의 초기 일원이었으며, 새로운 종류의 자전거를 발명해 버터플라이(The Butterfly)라 이름붙이기도 했다.

## 서훈
- 1902년 로열 빅토리아 훈장 4등급(Member of the Fourth Class, 현 LVO) 수훈[1]

## 같이 보기
- 해리 젬
- 오구리오 파레라